# Crayon Shin-chan: Arashi o Yobu: Mōretsu! Otona Teikoku no Gyakushū
Shin – Cậu bé bút chì: Cuộc phản công của đế quốc người lớn (クレヨンしんちゃん 嵐を呼ぶ モーレツ！オトナ帝国の逆襲 Kureyon Shinchan: Arashi o Yobu: Mōretsu! Otona Teikoku no Gyakushū?) là một bộ phim anime Nhật Bản. Đây là bộ phim thứ 9 trong loạt phim Shin-Cậu bé bút chì.
Tại Liên hoan phim Nhật Bản: Thổi làn gió mới! Phim truyện và hoạt hình Nhật Bản 2013, bộ phim được giới thiệu có tựa đề chính thức là "Shin – Cậu bé bút chì: Cuộc phản công của đế quốc người lớn".

## Phân vai
- Akiko Yajima trong vai Nohara Shinnosuke
- Mari Mashiba trong vai  Kazama Toru  và Bạch Tuyết
- Tamao Hayashi trong vai Sakurada Nene
- Teiyū Ichiryūsai trong vai Sato Masao
- Chie Satō trong vai Bo Suzuki
- Keiji Fujiwara trong vai Nohara Hiroshi
- Miki Narahashi trong vai Nohara Misae
- Satomi Kōrogi trong vai Nohara Himawari
- Masane Tsukayama trong vai Ken
- Ai Kobayashi trong vai Chaco
- Rokurō Naya trong vai Bunta Takakura (Hiệu trưởng trường Futaba)
- Chafurin trong vai Razaya Dan (Phóng viên tin tức)

## Nội dung
Một lần đi xem triển lãm tại bảo tàng thế kỉ 20, khi về nhà thì tính cách của bố mẹ khá kì lạ. Hoá ra, thời gian đang đảo ngược. Hôm sau, cái gì cũng bị xơi sạch. Hai anh em Shin thấy lạ nên ra ngoài kiểm tra. U là trời, toàn là người lớn nhưng lạ lắm. Sau khi mọi người lớn biến mất, nhóm Shin lao ra tới chỗ bảo tàng thế kỉ 20. Shin làm bố Hiroshi tỉnh, bố làm mẹ tỉnh, thì mọi thứ vẫn chưa kết thúc. Nhờ Shin nên mọi thứ đều được hoàn trả. 

## Giải thưởng
- #4 Kinema Junpo - Phim Anime hay nhất mọi thời đại
- Phim được bình chọn là phim Crayon Shin-chan hay nhất trong Lễ kỉ niệm lần thứ 20 phim với giải "Bakademy Awards" năm 2012.[2][3][4]